# Valerius Gratus
Valerius Gratus tillsattes av den romerske kejsaren Tiberius som ståthållare i Judeen år 15-26 e.Kr. Han är känd för de många byten av överstepräst vid templet i Jerusalem han initierade. År 15 avsattes Hannas och ersattes med en viss Ismael men redan året därpå (16 e.Kr.) byttes denne ut mot Hannas son Eleasar. År 17 byttes Eleasar ut mot en viss Simon och året därpå blev Hannas måg Josef Kaifas överstepräst.  Valerius Gratus efterträddes av Pontius Pilatus år 26 e.Kr.